# 범승지
범승지(氾勝之)는 현재 산둥성 차오현에 있는 범수(氾水) 부근에서 태어났던 전한의 관료이자 문인(文人)이자 농업가이다. 
저서로는 농업서인 범승지서(氾勝之書)가 있다. 

## 생애
범승지의 본래 성은 범씨(凡氏)이였으나, 진나라에서의 전란을 피해 범수(氾水)로 옮겨감으로써 성을 범씨(氾氏)로 고쳤다.
전한 성제 때, 의랑(議郞)으로 재직하였고, 장안에서 농업 연구에 힘을 썼다. 그 후 어사(御史)로 승격하였다.
그는 황하 유역의 농업을 연구하였고, 구전법(區田法), 수종법(溲種法), 수선법(穗選法), 가접법(嫁接法) 등의 농법을 창시하였으며, 범승지서(氾勝之書)를 지었다.